# Puichéric
Puichéric  (en occitan Puegeric ) est une commune française située dans le nord du département de l'Aude, en région Occitanie.
Sur le plan historique et culturel, la commune fait partie du Minervois, un pays de basses collines qui s'étend du Cabardès, à l'ouest, au Biterrois à l'est, et de la Montagne Noire, au nord, jusqu'au fleuve Aude au sud. Exposée à un climat méditerranéen, elle est drainée par le canal du Midi, l'Aude, le Rascas et par un autre cours d'eau. La commune possède un patrimoine naturel remarquable composé de trois zones naturelles d'intérêt écologique, faunistique et floristique.
Puichéric est une commune rurale qui compte 1 194 habitants en 2022, après avoir connu une forte hausse de la population depuis 1975. Ses habitants sont appelés les Puichéricois et Puichéricoises.
Le patrimoine architectural de la commune comprend trois  immeubles protégés au titre des monuments historiques : le château, inscrit en 1952 et inscrit en 2013, l'église Notre-Dame, inscrite en 1972 puis classée en 1972, et la Pyramide, inscrite en 1952.

## Géographie
Commune située dans le Minervois sur l'ancienne ligne Moux - Caunes-Minervois, et l'ancienne route nationale 610 entre Marseillette et Homps.

### Communes limitrophes
Les communes limitrophes sont  Blomac, Douzens, La Redorte, Rieux-Minervois, Roquecourbe-Minervois et Saint-Couat-d'Aude.
|                                                                | Rieux-Minervois | La Redorte            |
| Saint-Frichoux, Aigues-Vives, Marseillette, (par un hexapoint) | Puichéric       | Roquecourbe-Minervois |
| Blomac                                                         | Douzens         | Saint-Couat-d'Aude    |

La commune possède à l'ouest un hexapoint avec Rieux-Minervois, Saint-Frichoux, Aigues-Vives, Marseillette et Blomac, marqué par la borne 53 dans l'ancien étang de Marseillette.

### Hameaux et lieux-dits
L'Aiguille, Saint-Amadou, Saint-Aunay, la Boriette, la Condomine, l'Écluse, la Jonction, le Magasin, Saint-Marc, Pelletier, Plagette, Saissac.

### Hydrographie
La commune est dans la région hydrographique « Côtiers méditerranéens », au sein du bassin hydrographique Rhône-Méditerranée-Corse. Elle est drainée par le canal du Midi, l'Aude, le Rascas et le ruisseau de Villarzel, qui constituent un réseau hydrographique de 12 km de longueur totale,.
Le canal du Midi, d'une longueur totale de 239,8 km, est un canal de navigation à bief de partage qui relie Toulouse à la mer Méditerranée depuis le xviie siècle.
L'Aude, d'une longueur totale de 223,59 km, prend sa source dans la commune des Angles et s'écoule du sud vers le nord. Elle traverse la commune et se jette dans le golfe du Lion à Fleury, après avoir traversé 73 communes.
Le Rascas, d'une longueur totale de 12,9 km, prend sa source dans la commune de Villeneuve-Minervois et s'écoule vers le sud-est. Il traverse la commune et se jette dans  sur le territoire communal, après avoir traversé 7 communes.

### Climat
Pour des articles plus généraux, voir Climat de l'Occitanie et Climat de l'Aude.
En 2010, le climat de la commune est de type climat méditerranéen franc, selon une étude s'appuyant sur une série de données couvrant la période 1971-2000. En 2020, Météo-France publie une typologie des climats de la France métropolitaine dans laquelle la commune est exposée à un climat méditerranéen et est dans la région climatique Provence, Languedoc-Roussillon, caractérisée par une pluviométrie faible en été, un très bon ensoleillement (2 600 h/an), un été chaud (21,5 °C), un air très sec en été, sec en toutes saisons, des vents forts (fréquence de 40 à 50 % de vents > 5 m/s) et peu de brouillards.
Pour la période 1971-2000, la température annuelle moyenne est de 14,7 °C, avec une amplitude thermique annuelle de 16,2 °C. Le cumul annuel moyen de précipitations est de 565 mm, avec 6,9 jours de précipitations en janvier et 3 jours en juillet. Pour la période 1991-2020, la température moyenne annuelle observée sur la station météorologique la plus proche, située sur la commune de Lézignan-Corbières à 11 km à vol d'oiseau, est de 15,2 °C et le cumul annuel moyen de précipitations est de 678,7 mm,. Pour l'avenir, les paramètres climatiques de la commune estimés pour 2050 selon différents scénarios d'émission de gaz à effet de serre sont consultables sur un site dédié publié par Météo-France en novembre 2022.

### Milieux naturels et biodiversité
L’inventaire des zones naturelles d'intérêt écologique, faunistique et floristique (ZNIEFF) a pour objectif de réaliser une couverture des zones les plus intéressantes sur le plan écologique, essentiellement dans la perspective d’améliorer la connaissance du patrimoine naturel national et de fournir aux différents décideurs un outil d’aide à la prise en compte de l’environnement dans l’aménagement du territoire.
Deux ZNIEFF de type 1 sont recensées sur la commune :
les « coteaux marneux de Saint-Aunay » (10 ha), et 
l'« étang de Marseillette » (528 ha), couvrant 3 communes du département
et une ZNIEFF de type 2, : 
l'« ancien étang de Marseillette » (2 070 ha), couvrant 6 communes du département.

Carte des ZNIEFF de type 1 et 2 à Puichéric.
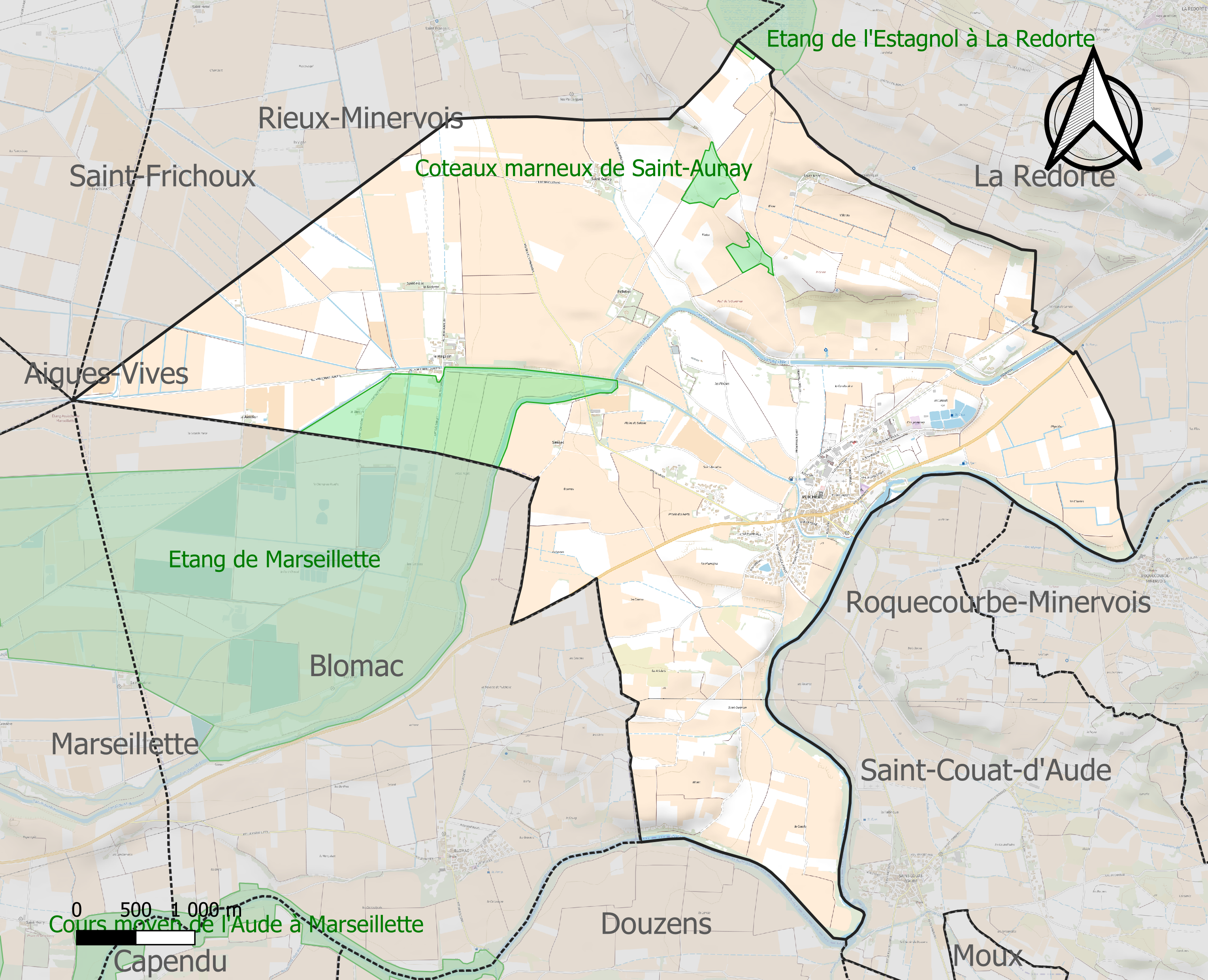
Carte des ZNIEFF de type 1 sur la commune.
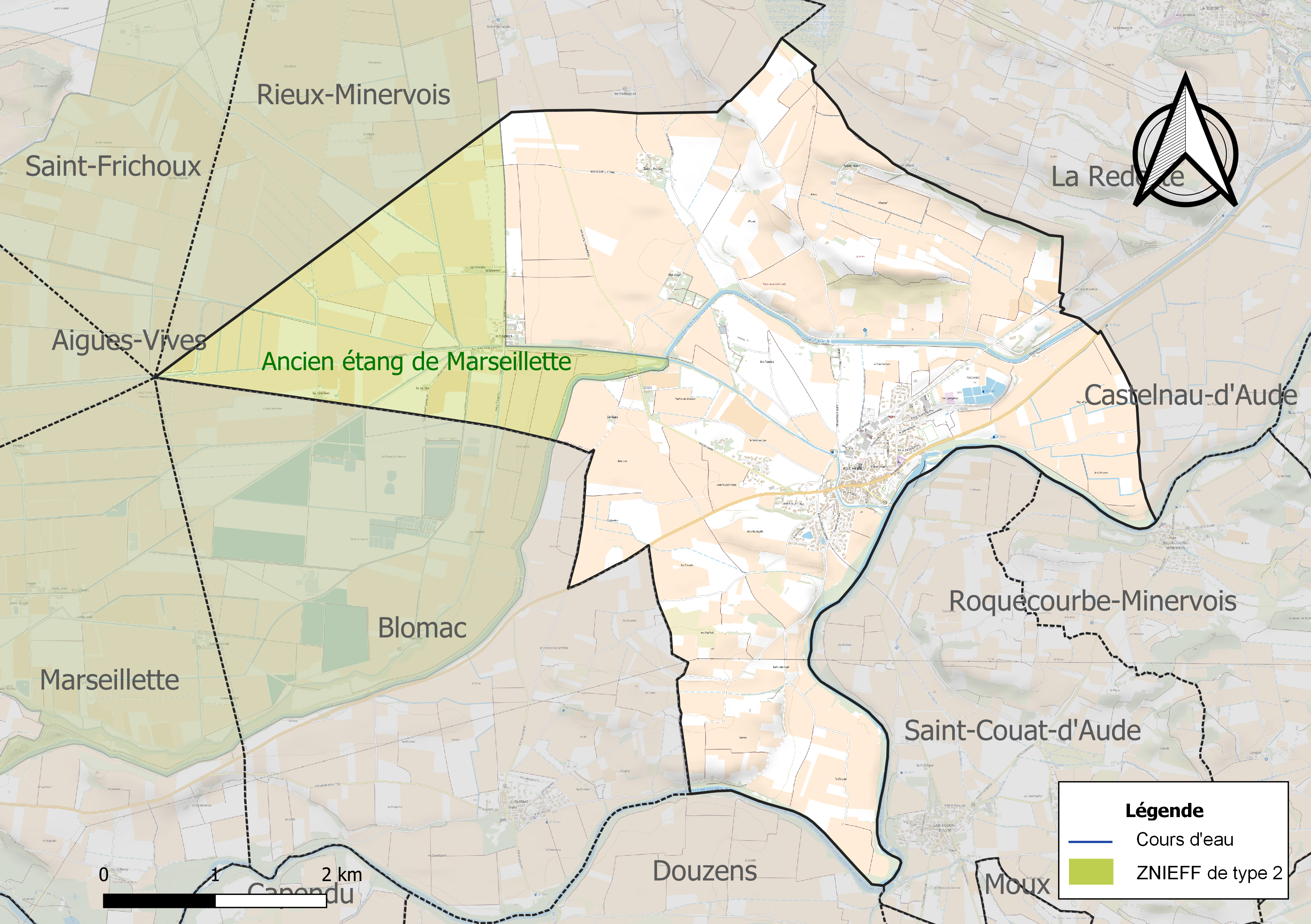
Carte de la ZNIEFF de type 2 sur la commune.

## Urbanisme

### Typologie
Au 1er janvier 2024, Puichéric est catégorisée bourg rural, selon la nouvelle grille communale de densité à 7 niveaux définie par l'Insee en 2022.
Elle est située hors unité urbaine et hors attraction des villes,.

### Occupation des sols
L'occupation des sols de la commune, telle qu'elle ressort de la base de données européenne d’occupation biophysique des sols Corine Land Cover (CLC), est marquée par l'importance des territoires agricoles (95,2 % en 2018), une proportion sensiblement équivalente à celle de 1990 (95,8 %). La répartition détaillée en 2018 est la suivante : 
cultures permanentes (82,8 %), zones agricoles hétérogènes (11,5 %), zones urbanisées (4,3 %), terres arables (0,9 %), forêts (0,3 %), zones industrielles ou commerciales et réseaux de communication (0,2 %). L'évolution de l’occupation des sols de la commune et de ses infrastructures peut être observée sur les différentes représentations cartographiques du territoire : la carte de Cassini (XVIIIe siècle), la carte d'état-major (1820-1866) et les cartes ou photos aériennes de l'IGN pour la période actuelle (1950 à aujourd'hui).

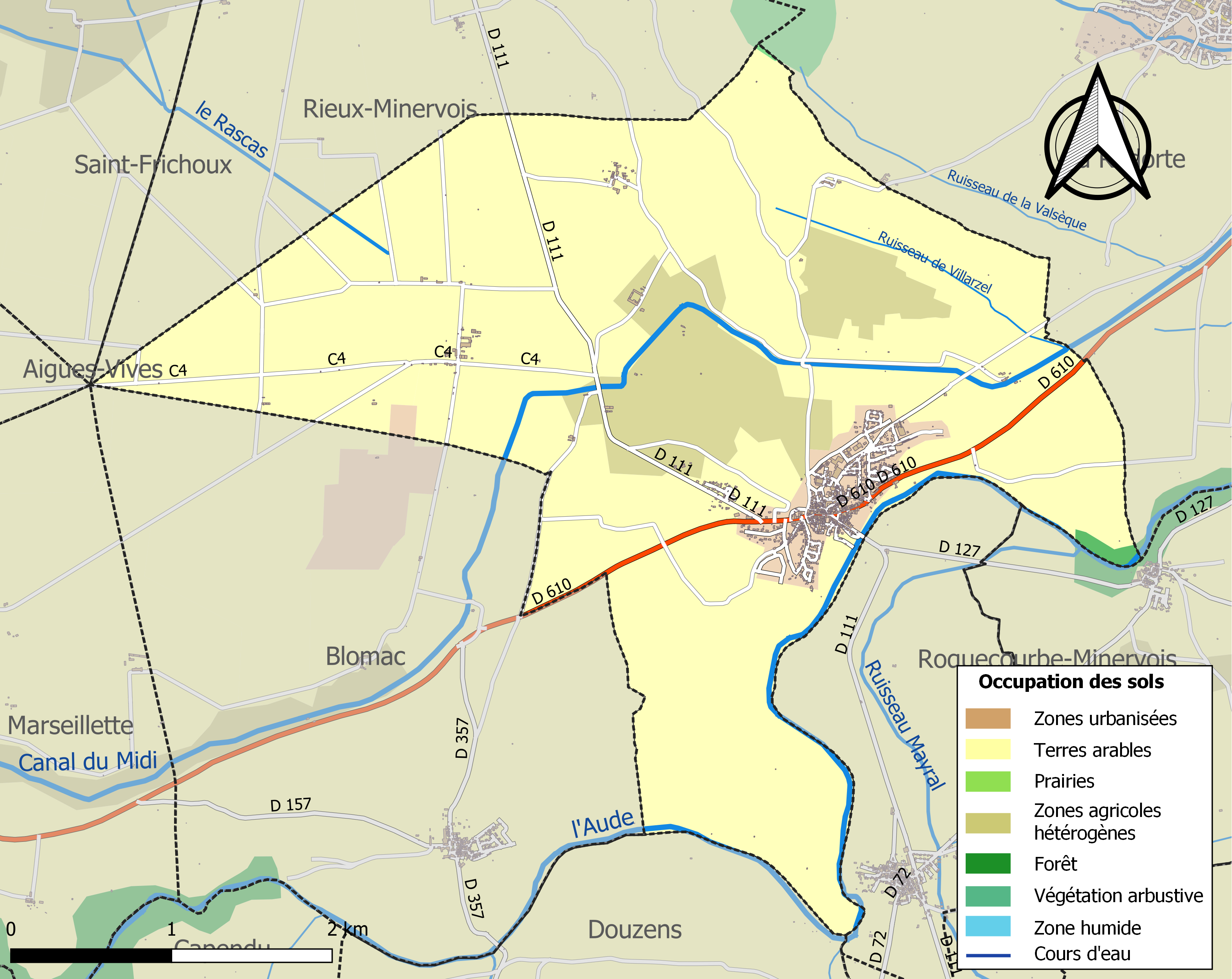
Carte des infrastructures et de l'occupation des sols de la commune en 2018 (CLC).

### Risques majeurs
Le territoire de la commune de Puichéric est vulnérable à différents aléas naturels : météorologiques (tempête, orage, neige, grand froid, canicule ou sécheresse), inondations et séisme (sismicité faible). Il est également exposé à deux risques technologiques,  le transport de matières dangereuses et la rupture d'un barrage. Un site publié par le BRGM permet d'évaluer simplement et rapidement les risques d'un bien localisé soit par son adresse soit par le numéro de sa parcelle.

#### Risques naturels
Certaines parties du territoire communal sont susceptibles d’être affectées par le risque d’inondation par débordement de cours d'eau, notamment le ruisseau de Glandes. La commune a été reconnue en état de catastrophe naturelle au titre des dommages causés par les inondations et coulées de boue survenues en 1982, 1987, 1992, 1996, 1999, 2005, 2009, 2018 et 2020,.

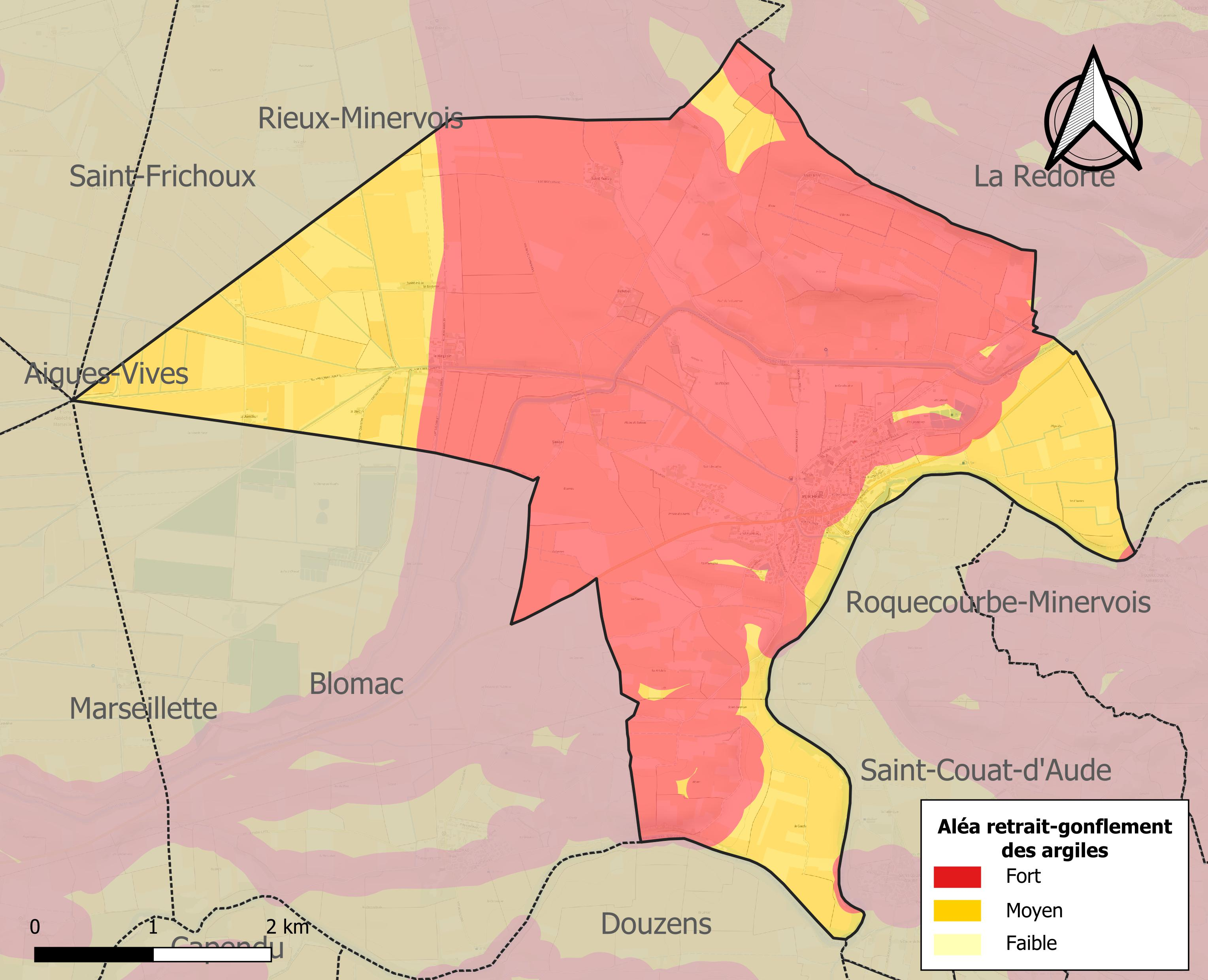
Carte des zones d'aléa retrait-gonflement des sols argileux de Puichéric.

Le retrait-gonflement des sols argileux est susceptible d'engendrer des dommages importants aux bâtiments en cas d’alternance de périodes de sécheresse et de pluie. La totalité de la commune est en aléa moyen ou fort (75,2 % au niveau départemental et 48,5 % au niveau national). Sur les 698 bâtiments dénombrés sur la commune en 2019, 698 sont en aléa moyen ou fort, soit 100 %, à comparer aux 94 % au niveau départemental et 54 % au niveau national. Une cartographie de l'exposition du territoire national au retrait gonflement des sols argileux est disponible sur le site du BRGM,.

#### Risques technologiques
Le risque de transport de matières dangereuses sur la commune est lié à sa traversée par une route à fort trafic. Un accident se produisant sur une telle infrastructure est en effet susceptible d’avoir des effets graves au bâti ou aux personnes jusqu’à 350 m, selon la nature du matériau transporté. Des dispositions d’urbanisme peuvent être préconisées en conséquence.
La commune est en outre située en aval des barrages de Matemale et de Puyvalador, deux ouvrages de classe A, situés dans le département des Pyrénées-Orientales. À ce titre elle est susceptible d’être touchée par l’onde de submersion consécutive à la rupture d'un de ces ouvrages.

## Toponymie
Puichéric tient son origine dans les mots "puig" du latin "podium" qui signifie "colline" et quant au suffixe -RIC, il faut noter que le germanique RIK- qui signifie “puissant” a été emprunté au gaulois RIG- qui lui, signifie “chef souverain”, avant la mutation du g en k. Ce mot existe même en gothique sous une forme REIK-S (=RIK-S) avec le sens de "chef", "puissant, roi".

## Histoire
Le nom de Puichéric apparaît pour la première fois en 1063 (Puigeirig).

## Politique et administration

### Liste des maires
| Période       | Identité                  | Parti | Qualité                                                                             |
| ------------- | ------------------------- | ----- | ----------------------------------------------------------------------------------- |
| 1790-1792     | Baudille Fabre            |       |                                                                                     |
| 1792-1794     | Étienne Bessière          |       |                                                                                     |
| 1794-1813     | Jean Masson               |       |                                                                                     |
| 1813-1815     | Gabriel Peirière          |       |                                                                                     |
| 1815-1821     | Jean-Pierre Dessalle      |       |                                                                                     |
| 1821-1830     | Antoine Segonne           |       |                                                                                     |
| 1830-1831     | Charles Bacou             |       |                                                                                     |
| 1831-1837     | Louis Curade              |       |                                                                                     |
| 1837-1840     | Joseph Debax              |       |                                                                                     |
| 1840-1848     | Jean-Pierre Simon Reverdy |       |                                                                                     |
| 1848-1848     | Hercule Pelegry           |       |                                                                                     |
| 1848-1861     | Jean Antoine Segonne      |       |                                                                                     |
| 1861-1870     | Gustave Bessière          |       |                                                                                     |
| 1870-1871     | Émile Curade              |       |                                                                                     |
| 1871-1876     | Gustave Bessière          |       |                                                                                     |
| 1876-1899     | Émile Curade              |       |                                                                                     |
| 1899-1908     | Edmond Delon              |       |                                                                                     |
| 1908-1929     | Jules Albert              |       |                                                                                     |
| 1929-1932     | Léopold Bonnafous         |       |                                                                                     |
| 1932-1935     | Armand Ramon              |       |                                                                                     |
| 1935-1943     | François Berthomieu       |       |                                                                                     |
| 1943-1944     | Charles Servage           |       | Président de la Délégation spéciale                                                 |
| 1944-1952     | Eugène Barrier            | SFIO  | Directeur d'école Président du Comité local de libération. Élu maire le 5 mai 1945. |
| 1952-1977     | Jean Bonnery              |       |                                                                                     |
| 1977-1989     | Armand Armengaud          |       |                                                                                     |
| 1989-2001     | Jean-Claude Canal         |       |                                                                                     |
| 2001-2007     | Carmen Péany              |       | Décédée le 13 octobre après une courte maladie                                      |
| 2007-2008     | Guy Faur                  |       | Élu le 26 novembre 2007                                                             |
| 2008- 2020    | Marc Dormières            |       |                                                                                     |
| 2020-en cours | Christine Péany           |       |                                                                                     |

## Démographie
| 1793 | 1800 | 1806 | 1821 | 1831 | 1836 | 1841 | 1846 | 1851 |
| ---- | ---- | ---- | ---- | ---- | ---- | ---- | ---- | ---- |
| 373  | 443  | 512  | 596  | 663  | 671  | 793  | 783  | 773  |

| 1856 | 1861 | 1866 | 1872 | 1876 | 1881  | 1886  | 1891  | 1896  |
| ---- | ---- | ---- | ---- | ---- | ----- | ----- | ----- | ----- |
| 781  | 692  | 796  | 785  | 904  | 1 101 | 1 188 | 1 225 | 1 255 |

| 1901  | 1906  | 1911  | 1921  | 1926  | 1931  | 1936  | 1946  | 1954  |
| ----- | ----- | ----- | ----- | ----- | ----- | ----- | ----- | ----- |
| 1 325 | 1 345 | 1 250 | 1 524 | 1 440 | 1 605 | 1 424 | 1 240 | 1 159 |

| 1962  | 1968  | 1975  | 1982  | 1990  | 1999  | 2006  | 2007  | 2012  |
| ----- | ----- | ----- | ----- | ----- | ----- | ----- | ----- | ----- |
| 1 127 | 1 023 | 1 010 | 1 056 | 1 019 | 1 025 | 1 015 | 1 014 | 1 100 |

| 2017  | 2022  | - | - | - | - | - | - | - |
| ----- | ----- | - | - | - | - | - | - | - |
| 1 191 | 1 194 | - | - | - | - | - | - | - |

## Économie

### Revenus
En 2018  (données Insee publiées en septembre 2021), la commune compte 499 ménages fiscaux, regroupant 1 131 personnes. La médiane du revenu disponible par unité de consommation est de 17 710 € (19 240 € dans le département).

### Emploi
| Division       | 2008   | 2013   | 2018   |
| -------------- | ------ | ------ | ------ |
| Commune        | 8,2 %  | 13,4 % | 15,1 % |
| Département    | 10,2 % | 12,8 % | 12,6 % |
| France entière | 8,3 %  | 10 %   | 10 %   |

En 2018, la population âgée de 15 à 64 ans s'élève à 713 personnes, parmi lesquelles on compte 73,8 % d'actifs (58,7 % ayant un emploi et 15,1 % de chômeurs) et 26,2 % d'inactifs,. En  2018, le taux de chômage communal (au sens du recensement) des 15-64 ans est supérieur à celui du département et de la France, alors qu'en 2008 la situation était inverse.
La commune est hors attraction des villes,. Elle compte 251 emplois en 2018, contre 272 en 2013 et 283 en 2008. Le nombre d'actifs ayant un emploi résidant dans la commune est de 430, soit un indicateur de concentration d'emploi de 58,4 % et un taux d'activité parmi les 15 ans ou plus de 54 %.
Sur ces 430 actifs de 15 ans ou plus ayant un emploi, 170 travaillent dans la commune, soit 40 % des habitants. Pour se rendre au travail, 76,5 % des habitants utilisent un véhicule personnel ou de fonction à quatre roues, 7 % les transports en commun, 10,2 % s'y rendent en deux-roues, à vélo ou à pied et 6,3 % n'ont pas besoin de transport (travail au domicile).

### Activités hors agriculture

#### Secteurs d'activités
90 établissements sont implantés  à Puichéric au 31 décembre 2019. Le tableau ci-dessous en détaille le nombre par secteur d'activité et compare les ratios avec ceux du département,.
| Secteur d'activité                                                                                        | Commune | Commune | Département |
| Secteur d'activité                                                                                        | Nombre  | %       | %           |
| --- | ------- | ------- | ----------- |
| Ensemble                                                                                                  | 90      |         |             |
| Industrie manufacturière, industries extractives et autres                                                | 12      | 13,3 %  | (8,8 %)     |
| Construction                                                                                              | 17      | 18,9 %  | (14 %)      |
| Commerce de gros et de détail, transports, hébergement et restauration                                    | 28      | 31,1 %  | (32,3 %)    |
| Activités immobilières                                                                                    | 1       | 1,1 %   | (5,2 %)     |
| Activités spécialisées, scientifiques et techniques et activités de services administratifs et de soutien | 6       | 6,7 %   | (13,3 %)    |
| Administration publique, enseignement, santé humaine et action sociale                                    | 17      | 18,9 %  | (13,2 %)    |
| Autres activités de services                                                                              | 9       | 10 %    | (8,8 %)     |

Le secteur du commerce de gros et de détail, des transports, de l'hébergement et de la restauration est prépondérant sur la commune puisqu'il représente 31,1 % du nombre total d'établissements de la commune (28 sur les 90 entreprises implantées  à Puichéric), contre 32,3 % au niveau départemental.

#### Entreprises
L' entreprise ayant son siège social sur le territoire communal qui génère le plus de chiffre d'affaires en 2020 est : 
- Applicat Pour Utilis Rationn Energie, commerce de gros (commerce interentreprises) de fournitures et équipements industriels divers (456 k€)

### Agriculture
La commune est dans la « Région viticole » de l'Aude, une petite région agricole occupant une grande partie centrale du département, également dénommée localement « Corbeilles Minervois et Carcasses-Limouxin ». En 2020, l'orientation technico-économique de l'agriculture  sur la commune est la viticulture.
|               | 1988  | 2000 | 2010 | 2020 |
| ------------- | ----- | ---- | ---- | ---- |
| Exploitations | 102   | 69   | 51   | 36   |
| SAU (ha)      | 1 256 | 1233 | 1029 | 864  |

Le nombre d'exploitations agricoles en activité et ayant leur siège dans la commune est passé de 102 lors du recensement agricole de 1988  à 69 en 2000 puis à 51 en 2010 et enfin à 36 en 2020, soit une baisse de 65 % en 32 ans. Le même mouvement est observé à l'échelle du département qui a perdu pendant cette période 60 % de ses exploitations,. La surface agricole utilisée sur la commune a également diminué, passant de 1 256 ha en 1988 à 864 ha en 2020. Parallèlement la surface agricole utilisée moyenne par exploitation a augmenté, passant de 12 à 24 ha.

## Culture locale et patrimoine

### Lieux et monuments
- Église Notre-Dame de Puichéric. L'église (à l'exception des parties classées) a été inscrite au titre des monuments historiques en 1972[38]. Le chœur avec ses peintures murales a été classé au titre des monuments historiques en 1981[38].
- Le château de Puichéric, en très bon état et appartenant à un particulier

### Héraldique
| Blason de Puichéric | Blason  | Écartelé : aux 1er et 4e d’azur au lion d'or couronné, armé et lampassé de gueules, au chef cousu de gueules chargé de trois étoiles d’or, qui est Brettes ; aux 2e et 3e d’or, à trois aiglettes de sable, posées 2 et 1, qui est de Thurin. |
| Blason de Puichéric | Détails | Armes de Puichéric dites Brettes de Thurin. Le statut officiel du blason reste à déterminer. |